# Countryrock
Countryrock är en musikgenre som ligger i gränslandet mellan country och rockmusik. Begreppet countryrock är brett och inbegriper både rockinfluerad countrymusik och countryinspirerad rockmusik. Musikstilen karaktäriseras av att elgitarrer har en central plats, och att tempot ofta är högre än i vanlig countrymusik. Instrument som steelguitar, fiol och mandolin förekommer ibland men inte alltid. Countryrocken hade sin storhetstid under det sena 1960-talet och det tidiga 1970-talet, och har haft stor musikalisk betydelse för senare musik i olika genrer.

## Ursprung
Rockmusiken har ofta setts som en kombination av rhythm and blues med countrymusik, vilket blivit särskilt tydligt i 1950-talets rockabilly, Ända sedan dess har countryn och rocken influerat varandra, men allmänt används begreppet oftast för tiden vid slutet av 1960-talet och början av 1970-talet, då rockartister började producera rockskivor med countryinspirationer vad gällde tema, sångstil och instrumentuppsättning, framför allt pedal steel guitar.
Countryrocken uppstod i Kalifornien med klubben The Troubadour i Los Angeles som sin främsta scen. Under slutet av 1960-talet dominerades den amerikanska rocken av s.k. psykedelisk rock, som fjärmat sig ganska långt från rockens blues- och countryrötter. Många musiker på USA:s västkust började vid den här tiden leta sig tillbaka till sina musikaliska rötter och sökte sig mot en ursprungligare och mer lättillgänglig musik. Creedence Clearwater Revival spelade främst rättfram rock'n'roll men gjorde även countryinspirerad musik och bidrog till att skapa genren. Även outlaw country med artister som Willie Nelson och Waylon Jennings kan ses som föregångare och inspiratörer för countryrockrörelsen.

## Gram Parsons influens

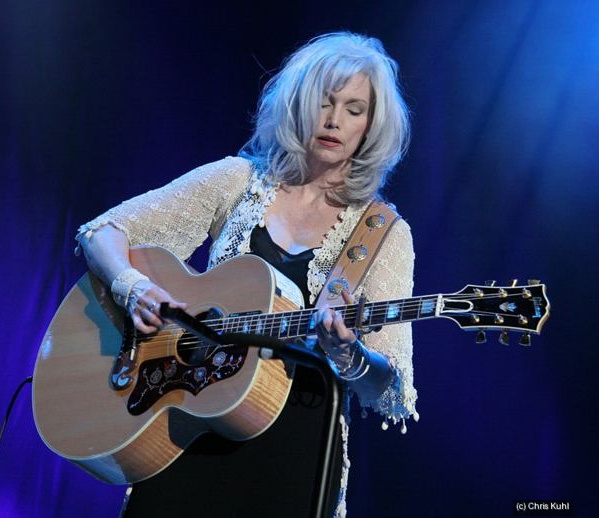
Emmylou Harris i Rotterdam 2006

Sångaren och låtskrivaren Gram Parsons (1946-1973) brukar oftast räknas som den som gjorde countryrocken till en egen genre. Redan under sitt korta inhopp i gruppen The Byrds formade han sin vision om att förena countryns känsla och folklighet med rockens kraft och intensitet. The Byrds album Sweetheart of the Rodeo (1968) präglades av Gram Parsons och var det första countryrockalbumet som nådde en bredare publik. Parsons utvecklade sin stil med sitt band The Flying Burrito Brothers och senare med sina två soloalbum G.P. (1973) och Grievous Angel (utgivet 1974, efter Parsons död). Parsons stil, som kan beskrivas som elektrifierad countrymusik med framträdande elgitarrsound, trummor och basgångar hämtade från rocken, blev stilbildande för genren.
Under 1970-talet utvecklades countryrocken i Gram Parsons anda framför allt av Emmylou Harris, som varit Parsons duettsångerska. Harris och hennes kompgupp "The Hot Band" (där bl.a. Rodney Crowell ingick) fortsatte i en stil som byggde på traditionell country med influenser från rock'n'roll och rockabilly. Andra artister i Gram Parsons efterföljd var Linda Ronstadt och hennes kompgrupp, som senare blev Eagles.  Eagles var inspirerade av Gram Parsons, men skapade en musik som gick mer åt rock samtidigt som den var lite mer tillbakalutad, det s.k Västkustsoundet. Många räknar Eagles, med låtar som "Desperado" och "Take It Easy" som countryrockens främsta företrädare.

## Övrig utveckling
En annan artist som bidrog till att utveckla genren redan under slutet av 1960- talet var Neil Young. Redan 1966 var han med och startade gruppen Buffalo Springfield som räknas som ett av de tidigaste countryrockbanden. Buffalo Springfields musik låg närmare folkrock än till exempel The Flying Burrito Brothers och pekade mot en lite annan riktning än Gram Parsons musik. Efter att Young lämnat gruppen upplöstes den och några av de övriga medlemmarna startade gruppen Poco. Även som soloartist har Neil Young gjort countryrock, framför allt märks albumet Harvest (1972).
Vid mitten av 1970- talet uppstod i sydstaterna en hårdare variant av countryinspirerad rockmusik som kallas för southern rock (sydstatsrock). Genrens mest kända företrädare var grupperna Lynyrd Skynyrd och Allman Brothers Band. Under 1970- och 80- talen gjorde även rockband som Rolling Stones och Queen låtar som kan räknas som countryrock.

## Countryrocken i dag
Dagens musik i gränslandet mellan rock och country räknas oftast till genrerna alternative country och americana. Exempel på "alt- country" artister som inspirerats av 1970- talets countryrock är Dwight Yoakam, Steve Earle, Wilco, Son Volt, Uncle Tupelo och Lucinda Williams. Även mycket av dagens s.k. "mainstream country" har influerats av countryrocken, till exempel var trummor i countrymusik ovanligt före 1970- talet. Inom rocken har artister som Mark Knopfler, John Fogerty och Bruce Springsteen ofta närmat sig countryrocken under sina karriärer, och även samarbetat med countryartister. Mark Knopflers och Emmylou Harris samarbete som resulterade i albumet All the Roadrunning från 2006, är ett exempel på dagens countryrock.

## Exempel på artister och grupper
- Barefoot Jerry
- Blue Ridge Rangers
- Buffalo Springfield
- The Byrds
- Creedence Clearwater Revival
- Eagles
- Emmylou Harris
- The Flying Burrito Brothers
- Gram Parsons
- Grateful Dead
- Grinderswitch
- John Fogerty
- Linda Ronstadt
- Lucinda Williams
- Lynyrd Skynyrd
- Mark Knopfler
- Neil Young
- New Riders of the Purple Sage
- Nitty Gritty Dirt Band
- Poco
- Ring of Fire
- Rodney Crowell
- Son Volt
- Wilco

## Exempel på countryrocklåtar
- "Someday Never Comes" – Creedence Clearwater Revival
- "Bad Moon Rising" – Creedence Clearwater Revival
- "Cottonfields" – Creedence Clearwater Revival
- "Proud Mary" – Creedence Clearwater Revival
- "Tequila Sunrise" – Eagles
- "Lyin' Eyes" – Eagles
- "Desperado" – Eagles
- "Mr.Borjungle" – Nitty Gritty Dirt Band
- "Cottonfields" – Blue Ridge Rangers
- "Southern Streamline" – John Fogerty
- "Wild Horses" – The Rolling Stones(1971)
- "Far Away Eyes" – The Rolling Stones
- "Country Honk" – The Rolling Stones
- "Heard it in a Love Song" – Marshal Tucker Band
- "Together Again" – Emmylou Harris
- "Two More Bottles Of Wine" – Emmylou Harris
- "Luxury Liner" – Emmylou Harris
- "Pretty Boy Floyd" - The Byrds
- "Six Days on the Road" – The Flying Burrito Brothers
- "Wild Horses" – The Flying Burrito Brothers(1970)
- "Return Of The Grievous Angel" – Gram Parsons
- "Love Hurts" – Gram Parsons & Emmylou Harris
- "Ooh, Las Vegas" –  Gram Parsons
- "This Is Us" – Mark Knopfler & Emmylou Harris
- "The Bug" – Mark Knopfler/Dire Straits
- "Walk of Life" – Mark Knopfler/Dire Straits
- "Crescent City" – Lucinda Williams
- "Tennessee Plates" – Dwight Yoakam
- "Guitar Town – Steve Earle
- "Devil Went Down To Georgia" – Charlie Daniels Band(1979)
- "Nighttime Honky Tonk Man" – Lynyrd Skynyrd

### Fotnoter
1. ↑  B. Horner and T. Swiss, Key terms in popular music and culture (Wiley-Blackwell, 1999), p. 104.
2. ↑  V. Bogdanov, C. Woodstra and S. T. Erlewine, All music guide to rock: the definitive guide to rock, pop, and soul (Backbeat Books, 3rd edn., 2002), p. 1327.